# مجتمع بیمارستانی و نقاهتگاه شهید دکتر هجرتی

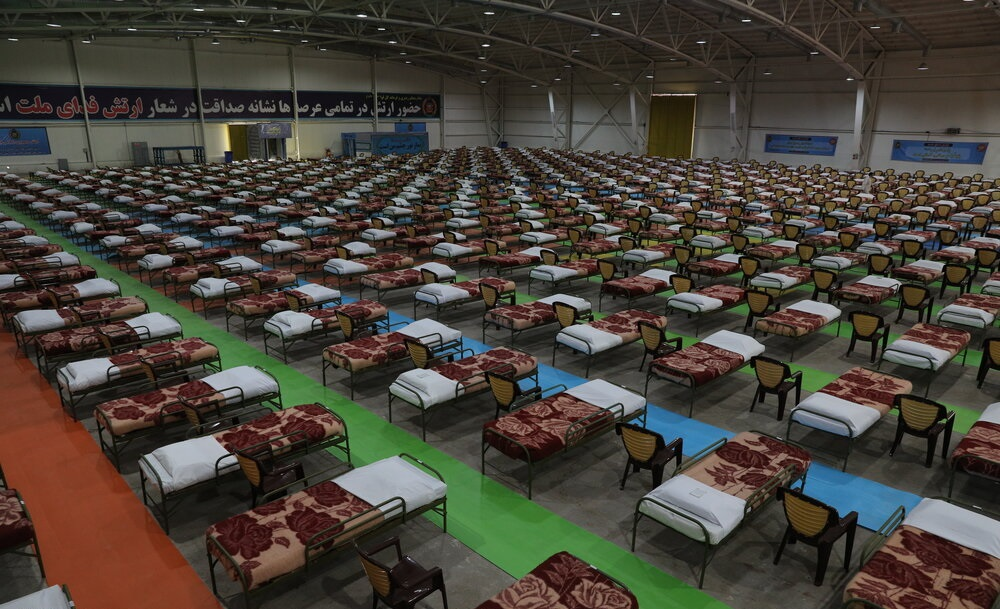
مجتمع بیمارستانی و نقاهتگاه هجرتی

مجتمع بیمارستانی و نقاهتگاه هجرتی یک بیمارستان و نقاهتگاه ۲۰۰۰ تختخوابی است که ۶ فروردین ۱۳۹۹ توسط نیروی زمینی ارتش جمهوری اسلامی ایران برای مقابله با دنیاگیری کروناویروس در ایران افتتاح شده‌است. این مجتمع در محل دائمی نمایشگاه‌های بین‌المللی تهران برپا شده‌است و بر اساس اعلام ارتش ایران ظرفیت افزایش ۱۰۰۰ تخت دیگر را نیز دارد.عدم استفاده کاربردی و یا استفاده تبلیغاتی از افتتاح این بیمارستان صحرایی موجب واکنش های زیادی در شبکه های اجتماعی شد
این مجتمع با حضور سید عبد الرحیم موسوی فرمانده کل ارتش جمهوری اسلامی ایران، حبیب‌الله سیاری فرمانده قرارگاه پدافند زیستی ارتش جمهوری اسلامی ایران، کیومرث حیدری فرمانده نیروی زمینی ارتش جمهوری اسلامی ایران، ایرج حریرچی معاون وزیر بهداشت ایران و حسن عراقی‌زاده معاون بهداشت و درمان ستاد کل نیروهای مسلح افتتاح شد.